# Rhaphidophora guamensis
Espèce
Rhaphidophora guamensis est une espèce de la famille des Araceae endémique de l'île de Guam dans l'archipel des Mariannes.

## Historique
Le premier spécimen de la future espèce Rhaphidophora guamensis a été collecté sur le mont Lamlam par Donald Anderson en 1949 pour le Pacific Vegetation Project,. Ensuite d'autres spécimens ont été collectés par Benjamin Stone (en 1962) et A. Rinehart (en 1987). Ces spécimens ont simplement été étiqueté comme Rhaphidophora. Il a fallu attendre  2001 pour que cette plante soit décrite en détail et nommée Rhaphidophora guamensis dans The Gardens' Bulletin (Singapour).

## Description
Rhaphidophora guamensis est une plante grimpante de la famille des Araceae. C'est une liane de taille et robustesse moyenne composée des tiges primaires vertes (de couleur vert moyen) minces et lisses avec de nombreuses branches (leptocaulies) et hétérophylles (deux types distincts de feuilles). Ainsi, elle présente des feuilles éparses et non fleuries, et des tiges à ramifications sympodiales fleuries libres.
Le pétiole, en forme de canal a une longueur de 9 à 15 cm pour une largeur de seulement 0,2 à 0,4 cm. Le géniculum apical (entre le pétiole et la feuille) est grand tandis que le géniculum basal est quasiment non visible. Les feuilles sont plus ou moins distiques. Les cataphylles et prophylles sont chartacées (ressemblant à des parchemins) et ne sont que brièvement persistantes. Le limbe de la feuille est oblique, plus long que large avec une forme elliptique à lancéolée. Le limbe foliaire peut atteindre une longueur de 15 cm à 32 cm avec une largeur maximale de 8,5 cm. La base du limbe est arrondie et son apex est aigu tandis que la nervure médiane est affleurante et surélevée sur la face inférieure de la feuille.
Les fleurs sont solitaires et présentes sur une feuille foliaire. Le pédoncule est gros et cylindrique avec une taille de 6 à 8 cm de long pour une largeur de 0,3 à 0,5 cm. Le spathe est long de 12 cm (maximum) et en forme de canoë avec un bec trapu et des parois jaune pâle très épaisses. Le stipe de 1 à 1,5 cm est cylindrique et le spadice est d'une longueur de 7 à 9 cm et blanc pour l'anthère mâle. Le stigmate est punctiforme.

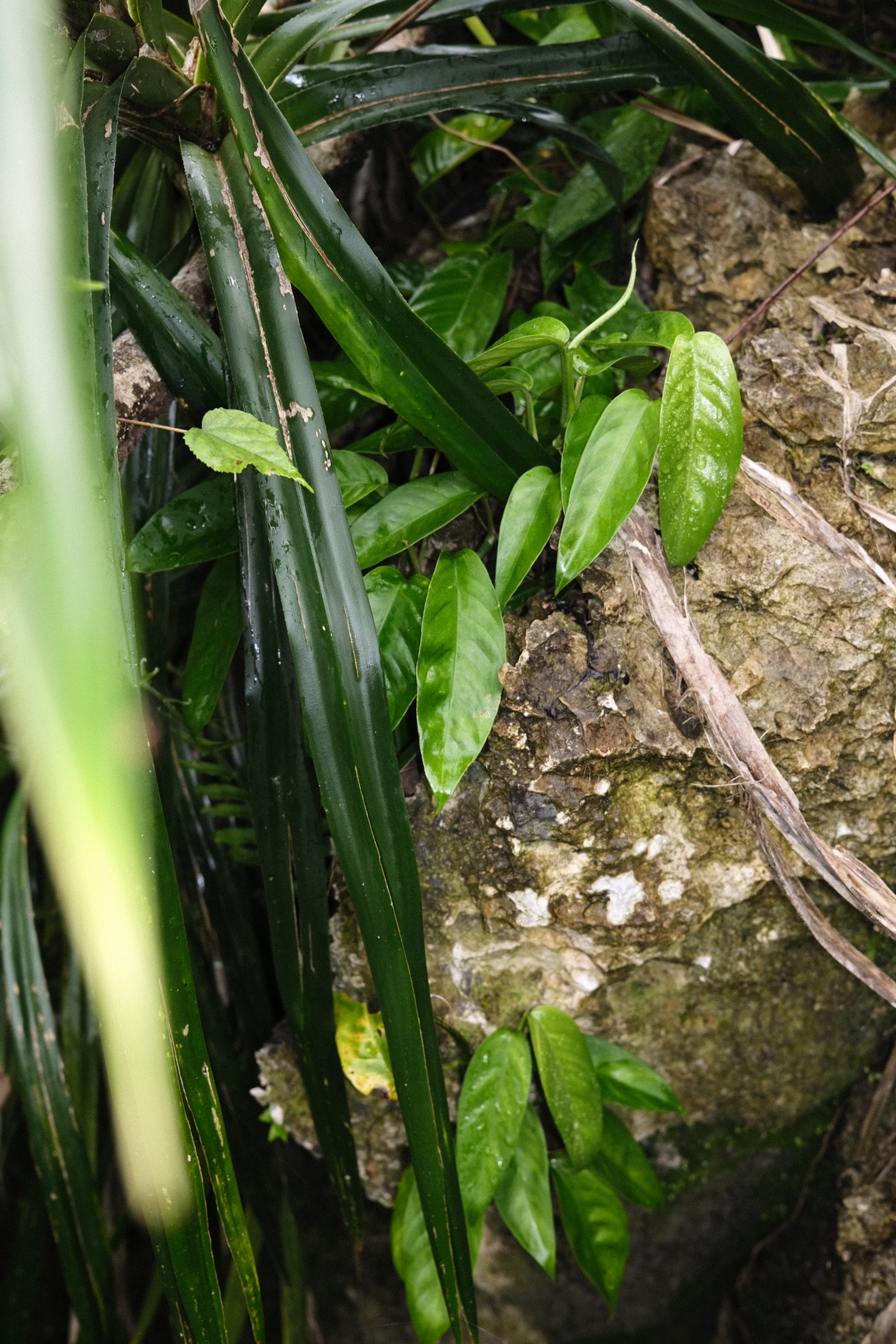
Jeunes plantules de R. guamensis poussant en colonies sur le sol calcaire

Les plantules forment des colonies dispersés sur le sol calcaire.

## Distribution
Endémique de l'île de Guam dans les îles Mariannes, on ne la trouve que dans les forêts mixtes, les Cocoteraies et sur les sols calcaires de cette île.

## Taxonomie
Le nom correct complet (avec auteur) de ce taxon décrit formellement en 2001 est Rhaphidophora guamensis P.C.Boyce.
Peter C. Boyce a proposé regrouper le genre Rhaphidophora en 9 groupes. Rhaphidophora guamensis est selon lui, placé dans le « Groupe Spathacea (Hollrungii) » avec d'autres espèces présentes en Australie, Nouvelle-Guinée et Micronésie (Rhaphidophora australasica, Rhaphidophora spathacea, Rhaphidophora versteegii et Rhaphidophora waria). Cette espèce R. guamensis ressemble le plus à Rhaphidophora spathacea que l'on trouve en Nouvelle-Guinée et aux îles Carolines, mais elle s'en distingue par plusieurs caractéristiques.

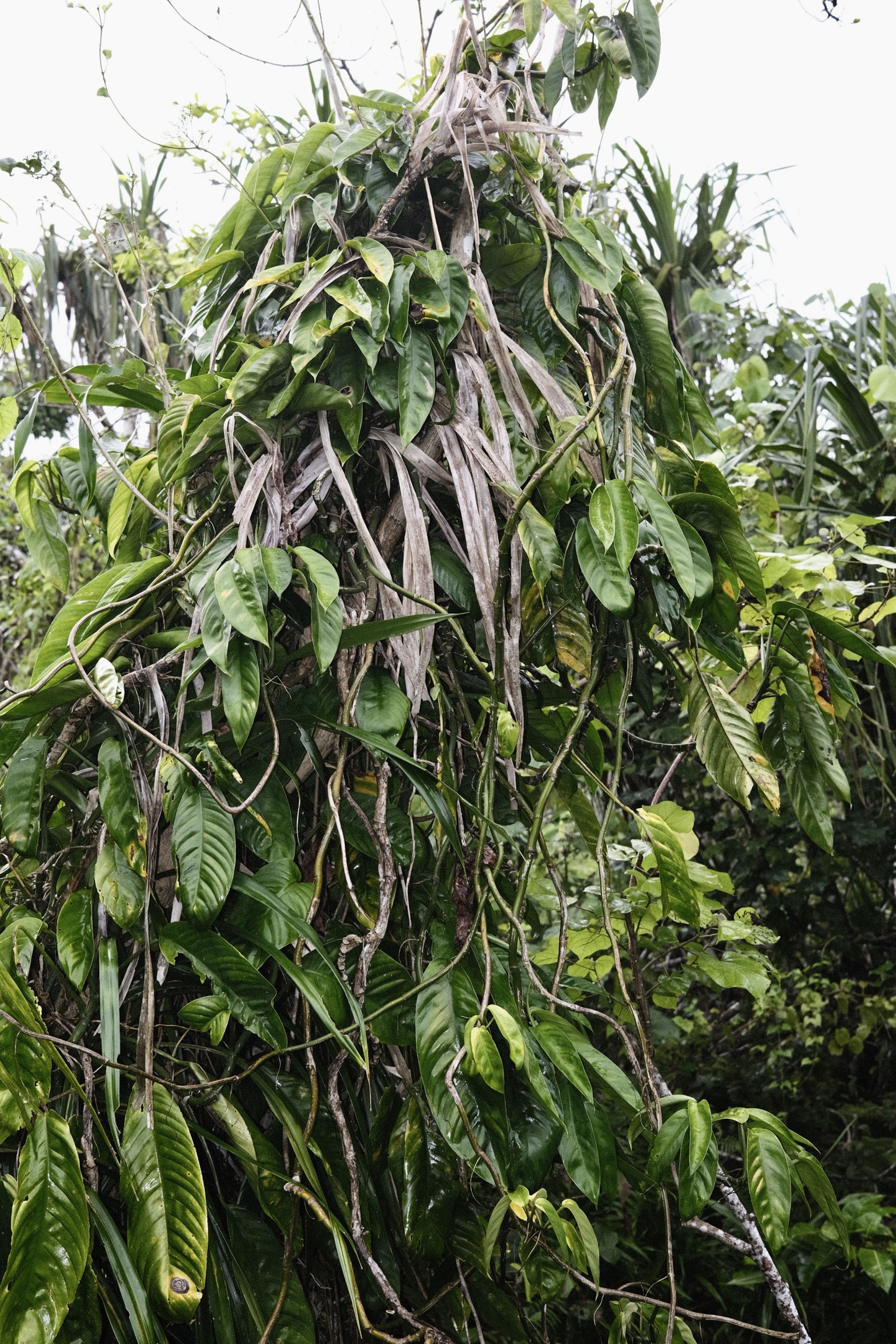
Rhaphidophora guamensis adulte
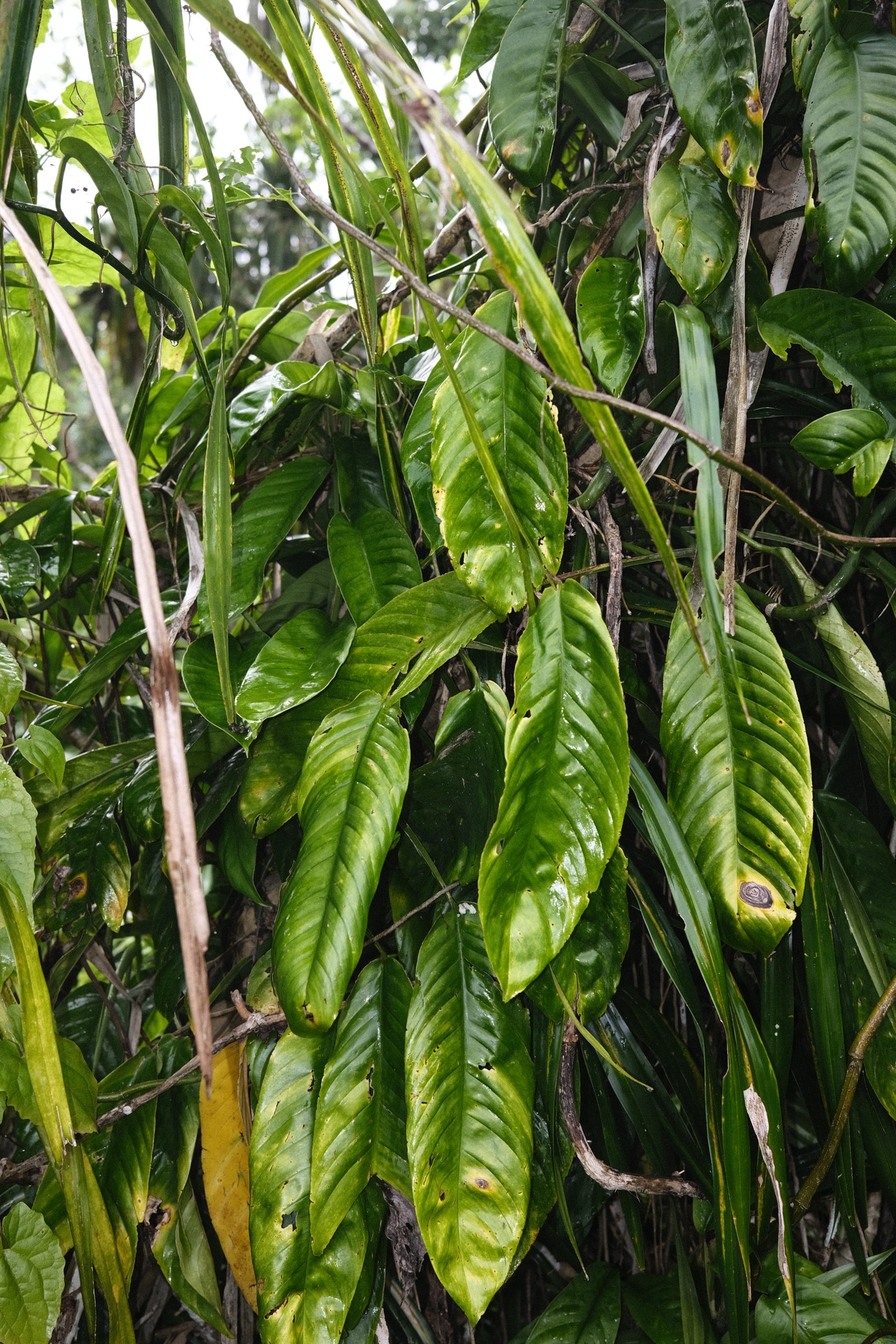
feuilles d'un Rhaphidophora guamensis adulte